# Moussa Traoré (football, 1952)
 (novembre 2009).
Si vous disposez d'ouvrages ou d'articles de référence ou si vous connaissez des sites web de qualité traitant du thème abordé ici, merci de compléter l'article en donnant les références utiles à sa vérifiabilité et en les liant à la section « Notes et références ».
Pour les articles homonymes, voir Traoré et Moussa Traoré (homonymie).
Moussa Traoré est un footballeur malien né le 2 décembre 1952 et décédé le 26 mai 2003. Il était attaquant. 

## Biographie
Né le 2 décembre 1952 à Bamako, il a évolué au Stade Malien de Bamako dès son jeune âge. On lui reconnaît 52 sélections en équipe nationale du Mali auprès de grands noms tels que Cheick Fantamadi Diallo ou encore Salif « Domingo » Keita.
Il a ensuite joué dans différents club français à partir des années 1974 tel que Troyes qui fut sa première ville d’accueil en France avant de rejoindre Besançon, Blois, Libourne et Blois où il finit par prendre sa retraite footballistique et à s’installer.
Les événements les plus marquants de sa carrière restent tout de même ses différentes sélections au sein de l’équipe nationale notamment sa participation à la coupe d’Afrique des Nations de Yaoundé en 1972 où le Mali s’est hissé en finale. Ses trois victoires en coupe du Mali (1971, 1972, 1974), ses 4 titres de champion du Mali avec le Stade Malien de Bamako.
Depuis son décès le 26 mai 2003, la ville de Blois et un groupe de jeunes lui rendent hommage tous les ans jusqu’au 12 janvier 2008 où le Gymnase Michel Bégon est devenu le Gymnase Moussa Traore.

## Carrière
- Stade malien
- 1975-1977 : Troyes
- 1977-1980 : Besançon RC
- 1980-1982 : AAJ Blois
- 1982-1983 : AS Libourne
- AAJ Blois

## Source
- Marc Barreaud, Dictionnaire des footballeurs étrangers du championnat professionnel français (1932-1997), l'Harmattan, 1997.